# Церковь Покрова Пресвятой Богородицы (Новошахтинск)
Церковь Покрова Пресвятой Богородицы (Покровская церковь, Свято-Покровский храм) — православный храм в городе Новошахтинске Ростовской области; относится к Шахтинской и Миллеровской епархии, Новошахтинское благочиние.
Адрес: 346900, Ростовская область, город Новошахтинск, улица Воронихина, 15.

## История
Первоначально храм был построен предположительно в 1896 году. В 1930-е годы был разрушен. В Великую Отечественную войну, в 1943 году, был воссоздан на другом месте, где существует и по настоящее время.
При храме имеется воскресная школа и библиотека, работает хор.
Настоятель Покровского храма — иерей Олег Васильченко.